# Gerd Lichtenhahn
Gerd Otto Lichtenhahn (* 15. Januar 1910 in Koblenz; † 21. August 1964 in Hannover) war ein deutscher Architekt und Mitglied im Bund Deutscher Architekten (BDA).

## Leben und Wirken
Gerd Lichtenhahn wurde als Sohn des Architekten Karl August Lichtenhahn geboren, der bei der Stadt Essen angestellt war. Der Vater ermöglichte ihm (ebenso wie der jüngeren Tochter Renate) nach dem Besuch einer Realschule und einer Kunstgewerbeschule in Basel (beide Kinder hatten die schweizerische Staatsbürgerschaft) ab 25. September 1925 den Besuch der Untersekunda (UII, 10. Klasse) des reformpädagogischen Landerziehungsheims Schule am Meer auf der ostfriesischen Insel Juist, von dem er am 18. Juli 1926 ohne Abschluss abging, um dort seine schulische Laufbahn ab 14. Januar 1927 fortzusetzen. Am 24. Januar 1929 ging er dort vorzeitig ohne Abitur ab, die Reifeprüfungen fanden jährlich im März statt.
Er studierte später Architektur, lebte und arbeitete in Hannover. Dort war er in einer Architektengemeinschaft mit Ernst Friedrich Brockmann für den Bau der 1950 errichteten Europahalle und dem 1958 fertiggestellten Leuchtenhochhaus und der Elektrohalle, alle auf dem Messegelände Hannover, verantwortlich.
Zusammen mit Ernst Brockmann gewann Lichtenhahn den Architekturwettbewerb zum Bau der Grugahalle in Essen, die 1958 fertiggestellt wurde. Dazu unterhielt er ein eigenes Büro in Essen. Seine weiteren Entwürfe trugen zur Gruga-Erweiterung hinsichtlich der dortigen Bundesgartenschau 1965 bei. Dazu gehörte insbesondere der Bau des Grugabads, das er selbständig plante und das 1964 eröffnet wurde. Außerdem gehörten zu seinen Entwürfen die Hövel-Grundschule in Essen-Altenessen und die Käthe-Kollwitz-Schule, eine 24-klassige Oberschule für Mädchen, in Hannover-List.
Der Essener Gildenplatz, 1963 in Gedenken an den ermordeten US-Präsidenten in Kennedyplatz umbenannt, wurde nach Plänen von Lichtenhahn neu gestaltet und auf seiner östlichen Längsseite mit einer länglichen, terrassenförmigen Brunnenanlage gestaltet (1989 abgebrochen). Zusammen mit Hans Klüppelberg entwarf er das Theater am Aegi in Hannover. Gemeinsam mit Friedrich Wilhelm Kraemer entwarf er den 1963 fertiggestellten Großen Sendesaal im Landesfunkhaus des Norddeutschen Rundfunks am Maschsee in Hannover. Er bietet Platz für rund 140 Musiker im Bühnenbereich und 1200 Sitzplätze für Zuhörer. Zudem entwarf er einige Wohnhäuser an der Lanterstraße in Essen-Bergerhausen.

## Bauten und Entwürfe (Auswahl)
- 1950: Europahalle auf dem Messegelände Hannover (mit Ernst Brockmann)[12]
- 1953: Theater am Aegi (mit Hans Klüppelberg)[12]
- 1953: durch die Britische Besatzung freigegebene, dann durch Lichtenhahn und Hans Klüppelberg umgebaute und erweiterte Maschseegaststätte in Hannover[13]
- 1955: Mietswohnhäuser Riepestraße 1–8 und Hildesheimer Straße 220/212 in Hannover (mit Hans Klüppelberg)[12]
- 1955: Geschäftsgebäude im Steintorblock in Hannover (mit Hans Klüppelberg)[12]
- 1956: Verwaltungsgebäude der Deutschen Philips GmbH, Volgersweg/Ecke Hinüberstraße in Hannover (mit Hans Klüppelberg)[12]
- 1956: Kleiderfabrik Odermark in Goslar (mit Ernst Brockmann)[12]
- 1958  Leuchtenhochhaus und Elektrohalle auf dem Messegelände Hannover (mit den Architekten Ernst Brockmann, Fr. Hüper und E. Teerling)[12]
- 1958: Grugahalle in Essen (mit Ernst Brockmann)
- 1958/59: Käthe-Kollwitz-Schule in Hannover-List (mit Rolf Herzog), 24-klassige Oberschule für Mädchen[9]
- 1960er Jahre: Gestaltung Kennedyplatz in Essen
- 1964: Grugabad in Essen

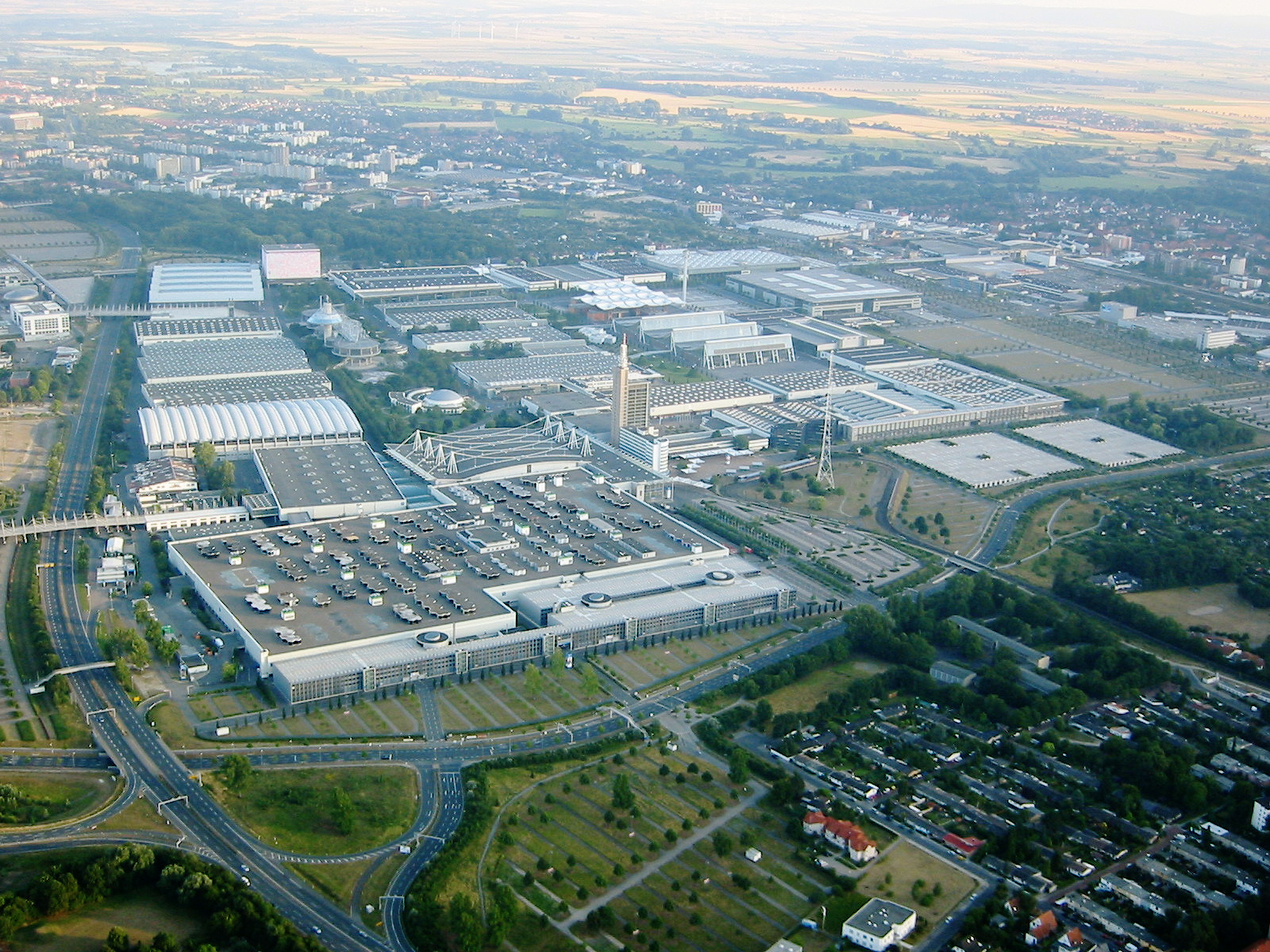
Messegelände Hannover
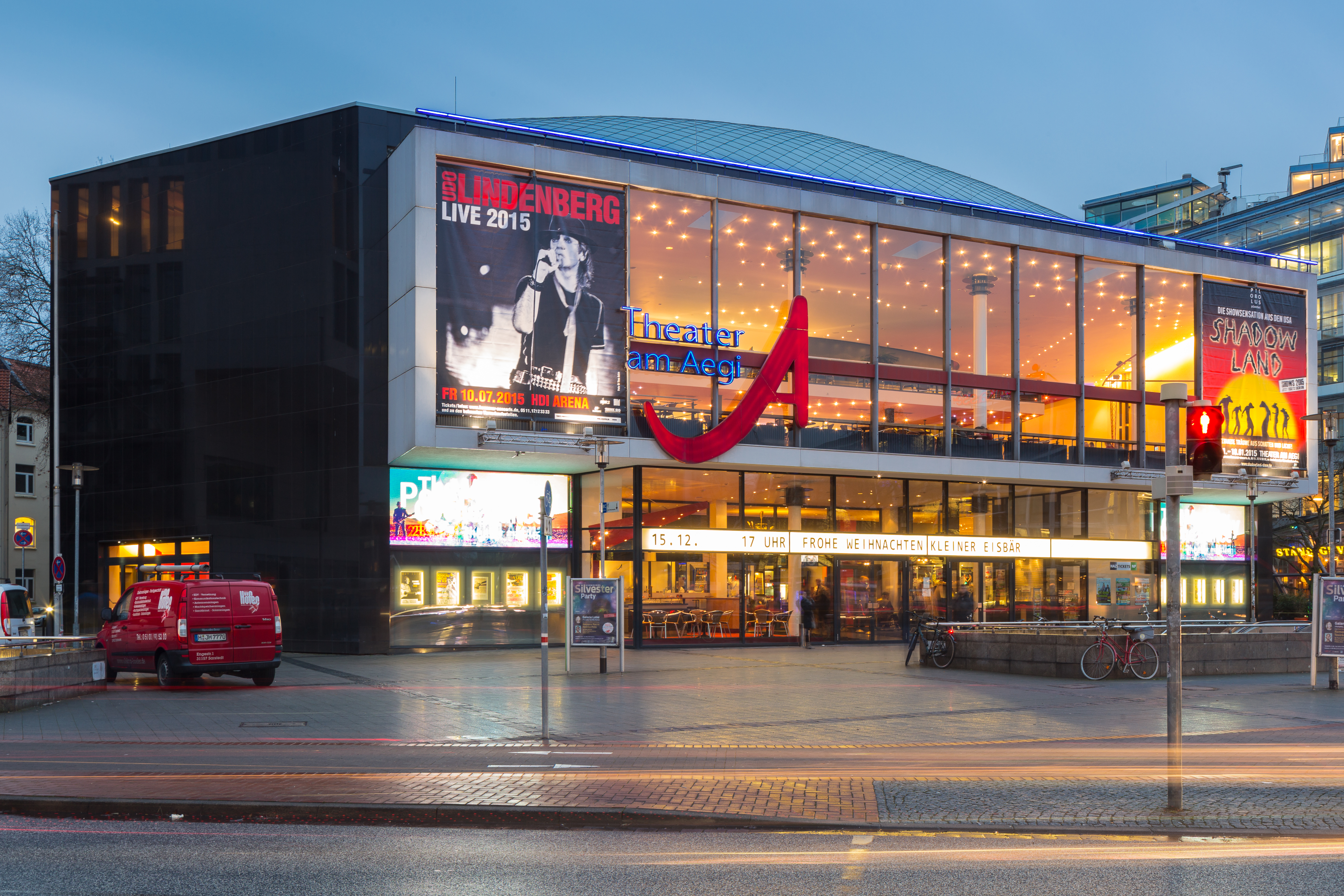
Theater am Aegi in Hannover
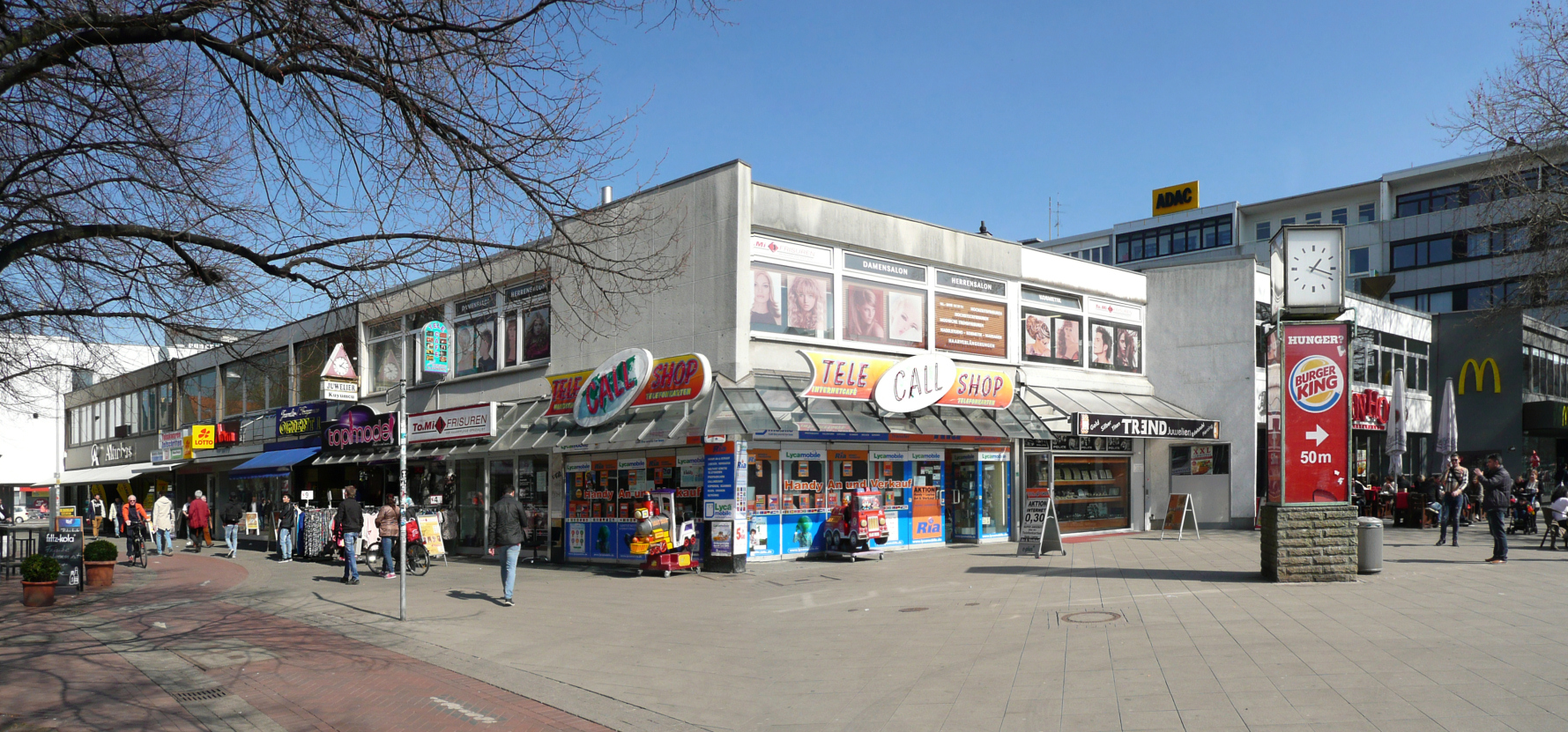
Gebäude im Steintorblock in Hannover
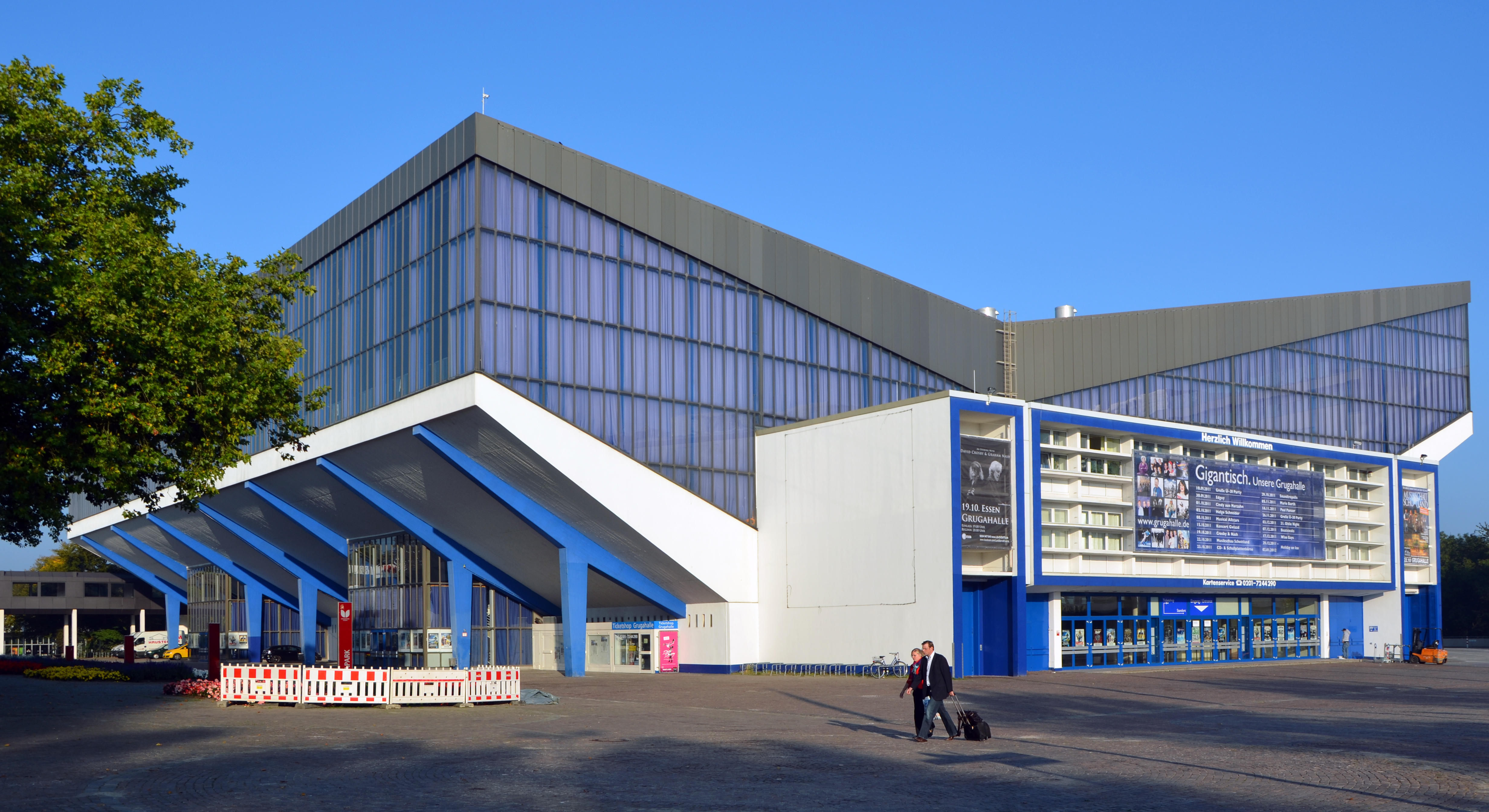
Grugahalle in Essen
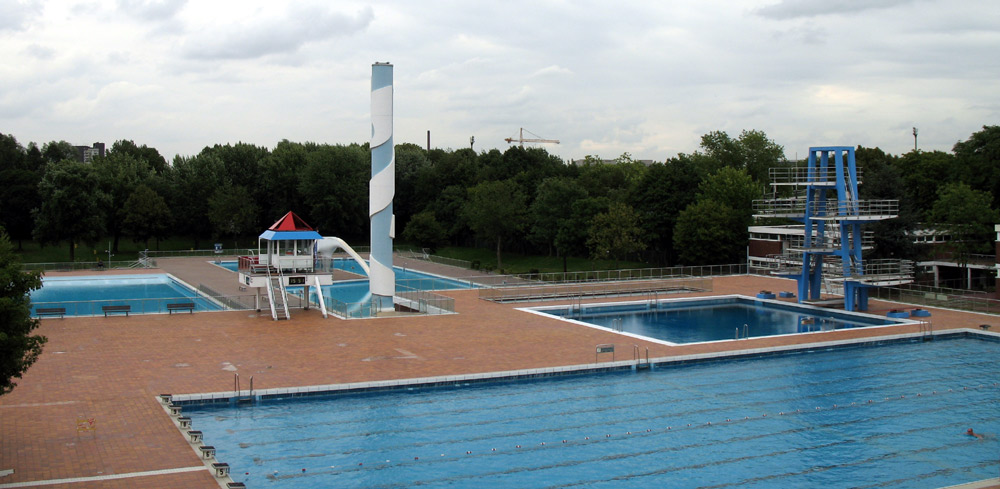
Grugabad in Essen

## Auszeichnungen
- 1954 wurde Gerd Lichtenhahn für den Bau der Europahalle, die er 1950 gemeinsam mit Ernst Brockmann auf der (heutigen) Messe Hannover errichtet hatte, mit der Laves-Plakette geehrt.[12]